# Ganchuan
Ganchuan (kinesiska: 干川) är en tidigare socken i sydvästra Kina. Den låg i storstadsområdet Chongqing, omkring 270 kilometer sydost om det centrala stadsdistriktet Yuzhong. Antalet invånare vid folkräkningen 2010 var 3 279. Befolkningen bestid av 1 544 kvinnor och 1 735 män. Barn under 15 år utgör 21,0 %, vuxna 15-64 år 62 %, och äldre över 65 år 16,0 %.
I april 2011 slogs socknen samman med Longchi köping.